# جون فيلدينغ كريغلر
جون فيلدينغ كريغلر (بالإنجليزية: John Fielding Crigler)‏ (11 سبتمبر 1919 - 13 مايو 2018)، طبيب أطفال أمريكي. سميت متلازمة كريغلر-نجار باسمه مع فيكتور أسعد نجار. درس الطب في مدرسة طب جامعة ديوك وتخرج منها عام 1943، ثم تدرب على طب الأطفال في مستشفى بوسطن للأطفال.